# 菲沙河畔米特恩多夫
菲沙河畔米特恩多夫是奥地利下奥地利州巴登县的一个市镇。总面积10.77平方公里，总人口1846人，人口密度171.4人/平方公里（2007年）。